# Eurimages
Eurimages è il fondo del Consiglio d'Europa per la co-produzione, la distribuzione, esposizione e la digitalizzazione delle opere cinematografiche europee. Esso mira a promuovere l'industria cinematografica europea, incoraggiando la produzione e la distribuzione di film e la cooperazione tra i professionisti. La sede di Eurimages si trova a Strasburgo, in Francia. I suoi uffici nell'edificio centrale del Consiglio d'Europa.
Il direttore attuale è Jobst Plog.

## Scopo
Base giuridica di Eurimages è la "Resolution (88)15 setting up a European support fund for the co-production and distribution of creative cinematographic and audiovisual works ("EURIMAGES")" del 1988. Si tratta di un cosiddetto Accordo Parziale del Consiglio d'Europa. Esso ha attualmente (dal 2011) 36 Stati membri. Questi Stati membri sono: Albania, Austria, Belgio, Bosnia-Erzegovina, Bulgaria, Croazia, Cipro, Danimarca, Estonia, Finlandia, Francia, Georgia, Germania, Grecia, Irlanda, Islanda, Italia, Lettonia, Lituania, Lussemburgo, Macedonia, Norvegia, Paesi Bassi, Polonia, Portogallo, Repubblica Ceca, Romania, Russia, Serbia, Slovacchia, Slovenia, Spagna, Svezia, Svizzera, Turchia e Ungheria.
Eurimages mira a promuovere l'industria cinematografica europea, incoraggiando la produzione e la distribuzione di film e la cooperazione tra i professionisti. Eurimages ha uno scopo culturale chiaro ed è complementare al programma "Media" dell'Unione europea, che ha un obiettivo industriale. Eurimages ha sviluppato quattro programmi di finanziamento: l'assistenza per la co-produzione, alla distribuzione, al cinema e al sostegno per la digitalizzazione dei progetti finanziati da Eurimages.

## Eleggibilità
Il fondo sostiene fiction, film d'animazione e documentari (di minimo 70 min.) destinati al cinema. Una condizione principale per ottenere un sostegno da Eurimages è che il progetto sia una co-produzione internazionale tra almeno due stati membri di Eurimages, ma anche gli Stati non membri possono partecipare alla co-produzione. Altre condizioni per ottenere un sostegno da Eurimages sono:
- Ogni co-produttore deve avere almeno il 50% del finanziamento in atto, al momento della domanda
- Glia Stati non membri, che partecipano alla co-produzione, sono autorizzati a contribuire con un massimo del 30% al finanziamento totale
- Il progetto deve prima avere il sostegno di un qualsiasi distributore (Eurimages non può essere il primo fondo che sostiene il progetto)
- Sono ammessi non più del 15% dei risconti confermati, e contributi in natura
- La fotografia principale non dovrebbe essere avviata prima della riunione del Consiglio di Amministrazione di Eurimages.

Per poter ricevere il sostegno di Eurimages, un progetto deve essere un film europeo, una caratteristica definita nella Convenzione europea di Coproduzione Cinematografica e nei regolamenti di Eurimages. Eurimages offre un prestito senza interessi con condizioni di rimborso. L'importo massimo che può essere assegnato a un progetto è €700.000. Il prestito è rimborsato dal primo € di proventi netti di ogni co-produttore - al tasso della percentuale di sostegno di Eurimages.